# 氷川神社 (足立区中川)
氷川神社（ひかわじんじゃ）は東京都足立区の神社。旧地名を冠して大谷田氷川神社（おおやたひかわじんじゃ）とも称される。

## 概要
江戸時代初期、この地域一帯の開発とともに創建された。大谷田村の鎮守であった。
かつての大谷田村は比較的広かったため、氷川神社が3社もあった。明治時代初期になり、一つに統合したのが現在の神社である。
なお、神社発行の告知ポスターやお札などには「大谷田氷川神社」と記載があり、行政による資料でも大谷田氷川神社となっている。中川氷川神社というのは誤りである。

## 交通アクセス
- 亀有駅より徒歩16分（経路案内）。